# Ezzouhour (délégation de Tunis)
Pour les articles homonymes, voir Ezzouhour (homonymie).
Ezzouhour est une délégation tunisienne dépendant du gouvernorat de Tunis.
En 2004, elle compte 40 434 habitants dont 20 099 hommes et 20 335 femmes répartis dans 9 436 ménages et 9 601 logements.
Elle comporte un certain nombre de quartiers dont :
- Cité des Officiers ;
- Cité Essaada ;
- Cité Essomrane ;
- Cité Ezzouhour[3] ;
- Ezzouhour 4.

Elle est délimitée par la municipalité du Bardo au nord, la sebkha Séjoumi au sud, la délégation de Séjoumi à l'est et la délégation de Hraïria à l'ouest.